# Puntius gemellus
Puntius gemellus är en fiskart som beskrevs av Kottelat, 1996. Puntius gemellus ingår i släktet Puntius och familjen karpfiskar. Inga underarter finns listade i Catalogue of Life.